# Qasr al-Basha
El Qasr al-Basha (en árabe: قصر الباشا‎; también llamado Fuerte de Napoleón), en la ciudad vieja de Gaza en Palestina, es un antiguo palacio que hoy alberga el Museo del Palacio del Pasha. Anteriormente fue un gran palacio, y ahora incluye un museo de dos plantas. Sirvió como sede del poder en el período mameluco y otomano, como una escuela para niñas y como una estación de policía bajo el Mandato Británico.
Fue completamente destruido por bombardeos israelíes a principios de enero de 2024, durante la guerra Israel-Gaza de 2023-2025.

## Historia

### Período mameluco
La primera planta del edificio fue construida por el sultán mameluco Baybars a mediados del siglo XIII. La fachada presenta el emblema del sultán, una escultura en relieve de dos leones enfrentados.
Los motivos geométricos, las cúpulas y las bóvedas en abanico y de crucería son típicos de la arquitectura mameluca bajo los baharíes. Según la leyenda local, en el siglo XIII, cuando Baybars aún era general y luchaba contra los cruzados y los mongoles en Levante, pasó por Gaza en varias ocasiones. Durante una de sus visitas, se dice que Baybars se casó en Gaza y construyó una gran mansión para su mujer y sus hijos. El palacio Qasr al-Basha sería lo que queda de esta casa.

### Período otómano
La segunda planta del edificio es en gran parte de construcción otomana. En el siglo XVII, Qasr al-Basha fue la fortaleza de la dinastía gobernante Radwan (de ahí el nombre a veces usado de «castillo de Radwan») y, más tarde, de los pashas de Gaza, gobernadores nombrados por el gobernador otomano de la provincia de Damasco. Dentro del complejo había alojamientos para soldados, una mezquita, un granero, una armería y cañones. La altura de la estructura hizo de Qasr al-Basha un punto estratégico en Gaza. Ésta, junto con sus fortificaciones, fue la razón probable por la que Napoleón Bonaparte pasó tres noches en el palacio durante su invasión que terminó en Acre en 1799, de ahí el nombre de «Fuerte de Napoleón».
El viajero turco Evliya Çelebi escribió sobre Qasr al-Basha en 1649: «La ciudadela fue construida en la antigüedad y destruida por Nabucodonosor. La ciudadela actual es posterior. Es pequeña y rectangular y se encuentra a una hora de distancia del mar hacia el este. Sus muros tienen dieciocho metros de altura. Tiene una puerta de metal que se abre en dirección a la alquibla. El comandante y la guarnición deben estar siempre presentes aquí para cumplir con sus obligaciones de guardia porque está en un lugar peligroso, aquí las tribus árabes y el enemigo son numerosos.»

### 1920-1967
Durante el Mandato británico de Palestina sirvió como comisaría de policía. Durante la administración de Gaza por Egipto, Qasr al-Basha sirvió como escuela, la «Escuela Princesa Farial para Niñas». Tras la destitución de Faruq de Egipto, la escuela pasó a llamarse «Escuela Secundaria para Niñas al-Zahra».

### Finales delsigloXXysigloXXI
Financiado por una subvención del Banco Alemán de Desarrollo (KfW), el Programa de las Naciones Unidas para el Desarrollo (PNUD) convirtió Qasr al-Basha en un museo. Tras construir nuevas instalaciones para la escuela de niñas, comenzó la restauración bajo la supervisión del Departamento de Antigüedades y Patrimonio Cultural de la Autoridad Palestina. Durante la primera fase del proyecto, los trabajadores ajardinaron el recinto del museo, instalaron nuevas puertas, ventanas y verjas, y restauraron la fachada del palacio. En la segunda fase del proyecto, se instalaron vitrinas y se organizaron exposiciones de artefactos neolíticos, del antiguo Egipto, fenicios, persas, helenísticos y romanos. El edificio más pequeño situado frente al palacio se convirtió en la puerta de entrada al museo. Recientemente se expuso una estatua de Anat, diosa cananea de la belleza, el amor y la guerra, de 4.500 años de antigüedad.
Qasr al-Basha fue completamente destruido por bombardeos israelíes en 2024, durante la guerra Israel-Gaza de 2023-2025.